# Mohammed Sleem

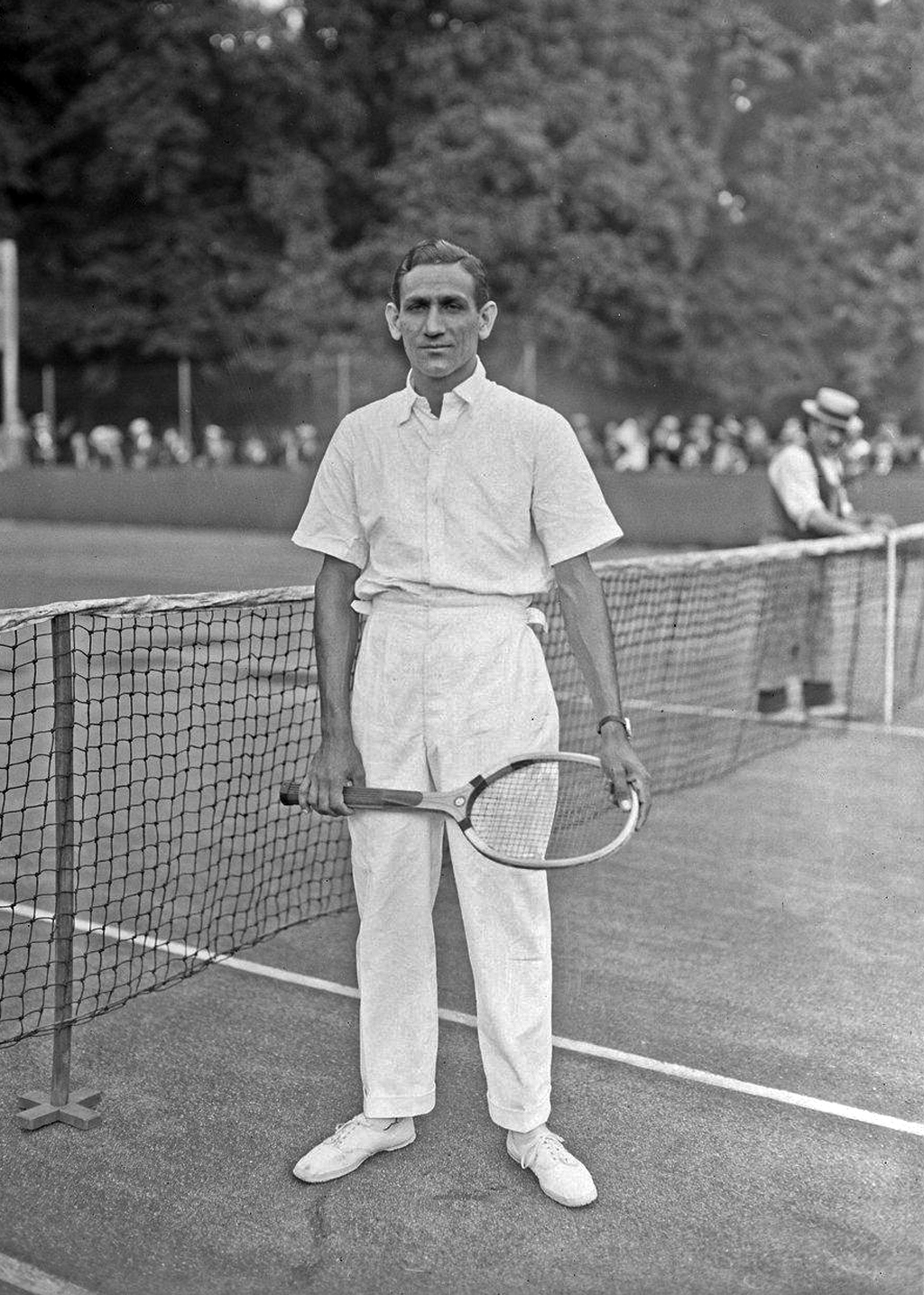
Sleem (1921)

Mohammed Sleem (* 14. Januar 1892 in Lahore ?; † nach 1934; auch Mohammed Saleem) war ein indischer Rechtsanwalt und Tennisspieler.

## Karriere
Sleem gewann 1915 sowie von 1919 bis 1926 durchgehend die Meisterschaften von Punjab in Lahore. 1922 siegte er bei den indischen Meisterschaften in Allahabad.
1921 nahm er erstmals an den Wimbledon Championships teil und erreichte das Achtelfinale. Im selben Jahr drang er bei den Queen’s Club Championships ins Finale vor, unterlag dort jedoch dem Japaner Zenzo Shimizu. 1928 und 1934 konnte er bei den französischen Meisterschaften ebenfalls bis ins Achtelfinale vorstoßen.
Sleem nahm auch an den Olympischen Spielen 1924 teil und erreichte im Einzel die dritte Runde. Dort schied er gegen den späteren Olympiasieger Vincent Richards aus.
Zwischen 1921 und 1934 spielte Sleem für Indien im Davis Cup. Dabei gewann er alle sieben Einzelspiele und sieben seiner acht Doppel.

## Einzeltitel
| Nr. | Jahr | Turnier                 | Finalgegner         | Ergebnis           |
| --- | ---- | ----------------------- | ------------------- | ------------------ |
| 1.  | 1922 | All India Championships | H. S. Lewis-Barclay | 2:6, 7:5, 6:3, 7:5 |